# Sam Warner
Sam Warner (ur. 10 sierpnia 1887 w Krasnosielcu, jako Szmuel Wonsal zm. 5 października 1927 w Los Angeles) – amerykański filmowiec żydowskiego pochodzenia, urodzony w Polsce  współzałożyciel i dyrektor zarządzający wytwórni filmowej Warner Bros.

## Życiorys
Urodził się we wsi Krasnosielc na Mazowszu, w Królestwie Kongresowym, w ówczesnym zaborze rosyjskim. Był szóstym dzieckiem i czwartym synem szewca Beniamina Warnera (Wonsala) i Perły Eichelbaum. W 1889 r. rodzina wyemigrowała przez Niemcy do Stanów Zjednoczonych.
Zainteresował się filmem po obejrzeniu obrazu Thomasa Edisona Napad na ekspres z 1903 r. (The Great Train Robbery). Wkrótce razem z braćmi Harrym, Albertem i Jackiem rozpoczął działalność filmową. Za wszystkie rodzinne oszczędności kupili projektor filmowy, na podwórku postawili namiot i zorganizowali pierwszy seans filmowy. Po kilku latach prowadzili już kilkanaście kin i zajmowali się dystrybucją oraz wynajmem filmów. W 1918 r. założyli wytwórnię filmową Warner Features, przekształconą w 1923 r. w Warner Bros.
Sam Warner może być uznany za tego, który wprowadził dźwięk do wytwórni – przekonał swojego brata do udania się na konferencję na ten temat. Włożył dużo wysiłku w rozwinięcie firmy w kierunku filmu dźwiękowego (zastępującego film niemy), jednak niektórzy twierdzą, że przyczyniło się to do jego przedwczesnej śmierci, z powodu powtarzających się chorób zatok. Za wkład w rozwój kinematografii uhonorowany został gwiazdą w hollywoodzkiej alei sław.
Zmarł dzień przed nowojorską premierą filmu Śpiewak jazzbandu (The Jazz Singer), więc nie zobaczył swojego dzieła w kinie. Nie doczekał również tego, jak ogromny wpływ miał ten obraz na przemysł filmowy. Został pochowany na cmentarzu Home of Peace Cemetery (Dom Spokoju) w Los Angeles. Na jego nagrobku wypisana jest błędna data urodzin – 1885 r.